# Mattias Morheden
Jesper Mattias Morheden, född 26 september 1970 i Vårgårda, Västergötland, är en svensk filmklippare.

## Klippning
- 2014 – Lasse-Majas detektivbyrå – Skuggor över Valleby
- 2014 – Lasse-Majas detektivbyrå – Stella Nostra
- 2013 – Lasse-Majas detektivbyrå – von Broms hemlighet
- 2013 – Hur många kramar finns det i världen?
- 2012: Hinsehäxan
- 2012: Apartment 1303 3D
- 2011: En gång i Phuket
- 2011: Jägarna 2
- 2011: Hur många lingon finns det i världen?
- 2010: Hotell Gyllene Knorren
- 2010: Millennium
- 2010 – Klara
- 2010: Att bli med barn
- 2009: Luftslottet som sprängdes
- 2009: Flickan som lekte med elden
- 2009: Det enda rationella
- 2008-2009: Habib
- 2007: Labyrint
- 2006: Hombres
- 2006: Säg att du älskar mig
- 2006: Tusenbröder – Återkomsten
- 2006: Mentor
- 2005: Krama mig
- 2005: Lasermannen
- 2005: Wallander – Mörkret
- 2005: Wallander – Afrikanen
- 2005: Danslärarens återkomst
- 2004: Skeppsholmen
- 2004: Fröken Sverige
- 2003: Rånarna
- 2003: Dirigenten
- 2002: Disco Kung-Fu
- 2002: En kärleksaffär

### Fotnoter
1. ↑  Katalog der Deutschen Nationalbibliothek, Deutsche Nationalbibliotheks katalog-id-nummer: 1061385175, läst: 26 juni 2020.[källa från Wikidata]
2. ↑  ”Mattias Morheden”. Svensk Filmdatabas. http://www.sfi.se/sv/svensk-filmdatabas/Item/?type=PERSON&itemid=295189&iv=MOVIE. Läst 20 maj 2012.